# Китайският див човек
Китайският див човек (на китайски: 神农架野人), или както още го наричат Йерен (на китайски: 野人), е същество, което очевидците описват като подобно на Йети или Голямата стъпка. То може да се причисли към групата на криптидите.
Китайският див човек обитава планинските региони на Китай и Монголия. Някои криптозоолози са на мнение, че това не е друг вид криптид, а става дума за Йети или Алмас.